# Флер Делякур
Флер Ізабель Делякур (фр. Fleur Isabelle Delacour) — персонажка серії романів про Гаррі Поттера англійської письменниці Джоан Ролінґ. Ім'я в перекладі з французької — квітка двору (фр. fleur de la cour). В екранізації поттеріани персонажку втілила французька акторка та модель Клеманс Поезі.

## Біографія
Навчалася у французькій школі чаклунства Бобатон, де була однією з найзразковіших учениць.
Мама — Апполін, тато — мосьє Делякур, обидва — чистокровні чарівники. Молодша сестра — Габріель Делякур. Її прабабуся була справжньою віїлою, саме від неї Флер успадкувала міфологічну красу. Напівлюдина, на чверть віїла, як і її сестра Габріель, Флер стала одним з двох відомих винятків з магічного правила, за яким в сім'ї віїли народжуються або дівчата-віїли, або хлопчики, що мають расу свого батька.
На різдвяному балу Флер з'явилася з Роджером Девісом, капітаном команди Рейвенклову з квідичу. Під впливом чарів Флер, якими вона хотіла зачарувати Седріка Діґорі, Рон Візлі також запросив її, але отримав відмову.
Після закінчення Бобатону в 1995 році Флер Делякур влаштувалася на роботу в банку «Ґрінґотс» у Лондоні, щоб поліпшити свою англійську. Взяла шлюб зі старшим братом Рона — Біллом Візлі. Обожнює всю сім'ю Візлі. Останні спочатку не дуже відповідали взаємністю (крім Білла) і називали її між собою флегмою — можливо, цьому сприяв її прямолінійний характер і схильність до різких висловлювань. Але коли вовкулака Фенрір Ґрейбек покусав Білла, Флер не залишила намірів одружитися з ним, і це сильно поліпшило ставлення до неї інших Візлів. Згодом народила доньку Вікторію (Марі-Віктуар), яка зустрічається з Тедді Люпином — сином Німфадори Тонкс і Ремуса Люпина. Також має доньку Домінік і сина Луї.

### Тричаклунський турнір
Брала участь у Тричаклунському турнірі, що проходив у школі Гоґвортс в 1994 році. Посіла в ньому останнє четверте місце.
Під час першого випробування їй в супротивники дістався валлійський зелений дракон. Флер з допомогою чарів занурила його в транс, а коли дракон, захропівши, викинув язик полум'я і підпалив їй мантію — залила вогонь водою з чарівної палички.
У другому випробуванні Турніру бранкою, якого повинна була врятувати Флер, була її семирічна сестра Габріель. На Флер напали в озері ґринділи, і вона не змогла дістатися до сестри, але ту врятував Гаррі Поттер. Для дихання під водою Флер використовувала бульбашкоголове замовляння.
Під час третього випробування її неподалік від входу в лабіринт оглушив Віктор Крум, який знаходився під дією закляття Імперіус Барті Кравча молодшого (який, випиваючи багатозільну настійку, «прикидався» Дикозором Муді).

## Джерело
- Флер Делякур на uk.harrypotter.wikia.com
- Fleur Delacour. pottermore.com.